# Cat Soup
Nekojiru-so (яп. ねこぢる草 Нэкодзирусо:, распространены официальное английское название Cat Soup и его русский перевод «Кошачий суп», хотя более точным переводом с японского является «Трава Нэкодзиру») — это экспериментальный короткометражный японский анимационный фильм продолжительностью 34 минуты, основанный на манге Nekojiru-udon автора Нэкодзиру. Главными героями фильма является семья белых котят, живущих подобно людям. В фильме почти полностью отсутствуют диалоги, за исключением редких подсказок-пояснений. Фильм достаточно сюрреалистичен и показывает персонажей, участвующих в необычных ситуациях. В 2001 году фильм завоевал такие призы, как Excellence Prize (Японский фестиваль медиа-арта) и Best Short Film (фестиваль «Фантазия»).

## Сюжет

Нятта и Няко

Нятта, главный герой, по недосмотру родителей утонул в ванне. Будучи в состоянии клинической смерти, он видит, как Смерть уводит за руку его старшую сестру Няко и решает пойти за ними. Он отбирает часть души сестры и убегает с ней, в то время как вторая часть остаётся у Смерти, которая стирает мысли Няко. Вслед ему Смерть намекает на цветок, который им нужно найти, чтобы восстановить недостающую часть души сестры. Нятту обнаруживает утонувшим в ванной его отец и приводит в чувства. Зайдя в комнату к сестре, Нятта обнаруживает там доктора, объясняющего родителям, что Няко умерла. Когда он впускает через нос в её тело половинку отобранной у смерти души, Няко оживает и просыпается, хотя находится немного «не в себе». Затем они вместе едут в цирк, где в роли волшебника, показывающего фокусы, выступает Бог. Финальная часть выступления заканчивается огромным потопом. Они плывут в океане вместе со свиньёй, которую начинают есть. Затем Создатель осушает океаны, и то место, где они находились, превращается в пустыню. Свинья откусывает Нятте руку, которую затем пришивает женщина, живущая в пустыне и «шьющая» кукол из частей тел других котов. Путешествуя по пустыне, они идут на запах еды. Мужчина, накормив котят досыта, кидает их в бурлящий котёл, но сам оказывается там, разрезанный своими же ножницами. Затем котята находят слона, сделанного из воды, в котором они плавают, но который при дальнейшем путешествии высыхает от жары. Создатель случайно останавливает время, и с остановкой времени материя вокруг застывает; Нятта играет с ней в нескольких застывших сценах. Затем время ускоряется и возвращается назад, и котята обнаруживают себя в лодке посреди океана, затем находят цветок, возвращающий Няко в обычное состояние.

## История создания
Nekojiru-so был создан в качестве посвящения мангаке Нэкодзиру, покончившей жизнь самоубийством в 1998 году. Через несколько лет после её смерти муж передал её старые рисунки студии, для того, чтобы те смогли создать фильм.